# Endnote
Als Endnoten bezeichnet man Anmerkungen in einem Drucklayout, die im Gegensatz zu Fußnoten an das Ende des Werkes ausgelagert werden und damit aus der linearen und sequentiellen Struktur des zugrundeliegenden Textes ausbrechen. Endnoten werden, wie auch Fußnoten, im Text hochgestellt.
End- und Fußnoten erfüllen denselben Zweck, weshalb in Dokumenten meist nur eine der beiden Formen verwendet wird. In Endnoten ausgelagerte Anmerkungen sind meist aufwändiger nachzuschlagen als solche in Fußnoten, besitzen dafür aber den Vorteil, die Textseiten nicht mit Anmerkungen zu überfrachten, so dass die Konzentration auf den Haupttext leichter fällt. Dieser ist daher auch bedeutend leichter zu setzen. Aus diesem Grund bevorzugen viele Verlage Endnoten. Dies gilt besonders für Publikumsverlage und Zeitschriften, da man davon ausgeht, dass viele Leser von Fußnoten abgeschreckt werden.
Endnoten sind nach DIN 5008 in der Geschäftskorrespondenz nicht zulässig.